# 宋繼祖
宋繼祖（1526年—1574年），字汝孝，號雲麓，直隸蘇州府常熟縣人，四川潼川州中江縣籍，明朝政治人物。

## 生平
治《易經》，嘉靖三十一年（1552年）由漢州學附學生中式壬子科四川鄉試五十二名舉人，嘉靖三十二年（1553年）聯捷癸丑科第三甲第一百八十二名進士。通政司观政，曾任浙江定海縣知縣。升工部主事，管理荆州鈔关，历任员外郎、河東運同。萬曆二年甲戌卒。

## 家族
曾祖宋玉；祖宋海；父宋廷珪；母吳氏；繼母張氏。重慶下，妻蔡氏，弟光祖；興祖；揚祖；繩祖。